# Ways to Avoid the Sun
Ways to Avoid the Sun (태양을 피하는 방법?, Taeyangeul Pihaneun Bangbeop) è un brano musicale del cantante sudcoreano Rain, estratto come primo singolo dall'album How to Avoid the Sun. Il singolo è stato il primo lavoro di Rain a raggiungere la vetta dei singoli più venduti in Corea del Sud.
Nel 2006 il brano fu inserito anche nell'album Early Works, album di debutto di Rain sul mercato giapponese e sul DVD Rain's First Live Concert - RAINY DAY.

## Il video
Il video musicale prodotto per Ways to Avoid the Sun è stato girato a Seul e vede il cantante fuggire per la città nel tentativo di nascondersi dalla luce solare. Del video è stata realizzata una parodia nel programma televisivo The Colbert Report, in cui Stephen Colbert mima le movenze di Rain. La parodia è nata in risposta del fatto che Rain avesse superato Colbert in un sondaggio online organizzato dal Time.

## Tracce
CD Single
1. Ways To Avoid The Sun (Radio Mix)
2. Ways To Avoid The Sun (Album Version)
3. Ways To Avoid The Sun (Instrumental)